# Naissance en 1448
Naissance
- 1444
- 1445
- 1446
- 1447
- 1448
- 1449
- 1450
- 1451
- 1452

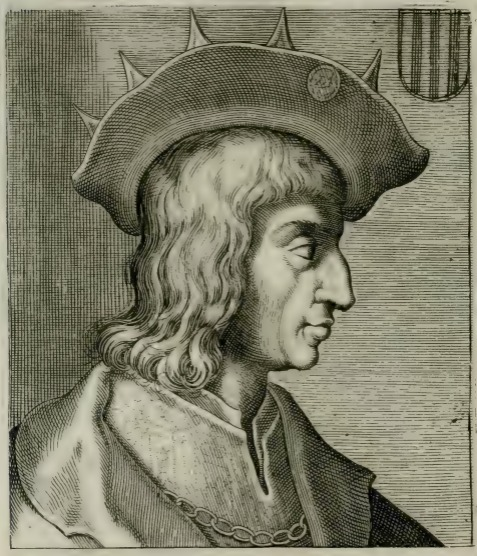
Alphonse II de Naples, né en 1448.

Cette page dresse une liste de personnalités nées au cours de l'année 1448  :
- juillet : Nicolas de Lorraine, marquis de Pont-à-Mousson puis  duc de Lorraine.
- 14 juillet : Philippe Ier du Palatinat, comte palatin du Rhin.
- 4 novembre : Alphonse II de Naples, ou Alphonse II d'Aragon, prince de Capoue et duc de Calabre, puis roi de Naples.

- Al-Qastallani, spécialiste du hadith, historien et faqih d'origine égyptienne.
- Domenico da Tolmezzo, sculpteur sur bois et peintre italien.
- Bartolomeo della Gatta, ou Don Bartolomeo Abbate di S. Clemente, peintre, architecte et enlumineur florentin.
- Gaston II de Foix-Candale, captal de Buch, comte de Candale et de Benauges, baron de Gurson et vicomte de Meille.
- Henri Ier de Poděbrady, comte impérial qui fut comte Kladsko,  duc de Silésie comme duc de Münsterberg (Ziębice en polonais) et  d'duc d'Œls (Oleśnica en polonais) et de 1465–1472 duc d'Opava/Troppau. Il exerce aussi quelque temps la fonction de Landeshauptmann et gouverneur de Bohême.
- Henri de Wurtemberg, comte de Montbéliard.
- Albrecht Krantz, historien allemand.
- Jean de Lespinay, noble écuyer, trésorier, receveur général des finances du Duché de Bretagne et Conseiller du Roi.
- Vautrin Lud, maître général des mines de Lorraine et créateur du Gymnase vosgien.
- Bérenger de Roquefeuil-Blanquefort, auteur de l'agrandissement et de la fortification du château de Bonaguil.
- Bernardo Rucellai, écrivain, humaniste et diplomate florentin.
- Sōchō, poète japonais de renga.
- Domenico da Tolmezzo, sculpteur sur bois et peintre italien († 1507).

date incertaine (vers 1448)
- Richard Fox, évêque anglais.
- Monte di Giovanni del Fora, peintre, enlumineur et mosaïste italien  de l'école florentine († vers 1533).
- Pietro di Cristoforo Vannucci, dit Le Pérugin, peintre italien appartenant à l'école ombrienne († 1523).

## Crédit d'auteurs
- Cet article est partiellement ou en totalité issu de l'article intitulé « 1448 » (voir la liste des auteurs).